# (20469) Dudleymoore
(20469) Dudleymoore (1999 NQ4) – planetoida z grupy pasa głównego asteroid okrążająca Słońce w ciągu 4,78 lat w średniej odległości 2,83 j.a. Odkryta 13 lipca 1999 roku.